# Destylarnia żywicy w Kłobucku
Destylarnia żywicy w Kłobucku – przedsiębiorstwo przemysłowe w Kłobucku, w dzielnicy Zagórze, powstałe w latach 1929–1933. Przedsiębiorstwo zajmowało się przerobem żywicy drzew sosnowych i wytwarzaniem jej pochodnych, przede wszystkim kalafonii i terpentyny.
Kłobucka destylarnia była jedną z dwóch działających w Polsce, drugą były Zakłady Chemiczne Przerobu Żywicy w Garbatce. W okresie wykorzystania pełnych mocy produkcyjnych (1960–1975) w Kłobucku przerabiano rocznie około 11 tysięcy ton żywicy. Produkty przedsiębiorstwa eksportowane były do 25 krajów świata.
W 1996 roku właścicielem destylarni została spółka HCM z Kłobucka.

## Historia

### Budowa zakładu
Inicjatorem budowy destylarni w Kłobucku był nadleśniczy Nadleśnictwa Grodzisko (obecnie Kłobuck) i kierownik Szkoły Leśniczych w Zagórzu Jan Hausbrandt. Decyzja o ulokowaniu zakładu w tym miejscu podyktowana była dużym zasobem i obfitością zbiorów żywicy w otaczających miasto lasach. Zarządzana przez niego szkoła działała w odległym o kilkaset metrów pałacu w Zagórzu. Kłobucka destylarnia była jednym z pierwszych zakładów przemysłowych zajmujących się przerobem żywicy w Polsce.
Budowę przedsiębiorstwa rozpoczęto w 1929 i trwała ona do 1931 roku, a produkcję na skalę przemysłową uruchomiono w dwa lata później. 20 maja 1935 roku, zarządzeniem Ministra Rolnictwa i Reform Rolnych Juliusza Poniatowskiego, utworzono zarząd destylarni podległy bezpośrednio Dyrekcji Lasów Państwowych w Warszawie. W 1936 r. uruchomiono destylarnię w Garbatce, korzystając przy tym z doświadczeń kłobuckiego zakładu.

### Po II wojnie światowej
Destylarnia przerwała działanie w okresie II wojny światowej, jednak maszyny zakładu nie ucierpiały znacznie w trakcie wojny, choć ich stan wskazywał na znaczne zużycie. Utrudniło to znacznie produkcję w pierwszych latach powojennych, lecz dzięki remontom i zakupowi nowych maszyn następował systematyczny wzrost produkcji. 1 stycznia 1950 roku, zarządzeniem Ministra Leśnictwa, destylarnia przekształcona została w przedsiębiorstwo państwowe podległe Centralnemu Zarządowi Przemysłu Leśnego.
W 1967 r. destylarnia nawiązała współpracę z Zakładami Chemicznymi w Oświęcimiu w zakresie wytwarzania, importowanego dotąd, roztworu kalafoniowego, który w oświęcimskich zakładach używany był do produkcji kauczuku syntetycznego. Na terenie destylarni powstał wtedy nowy dział wyposażony w maszyny produkcyjne i magazyn roztworu. Produkcja rozpoczęła się w 1969 roku. Wybudowano także dwukilometrową bocznicę kolejową łączącą zakład ze stacją kolejową Kłobuck.
Aż do lat 70. XX wieku stale powiększano bazę surowcową. Podzielona ona była pomiędzy obie polskie destylarnie. Do Kłobucka trafiała żywica z lasów podległych regionalnym dyrekcjom Lasów Państwowych w Bydgoszczy, Gdańsku, Katowicach, Krakowie, Łodzi, Opolu, Poznaniu, Rzeszowie i Wrocławiu.

### Prywatyzacja
W wyniku prywatyzacji w 1996 roku właścicielem destylarni została HCM sp. z o.o.. Właściciel pomimo prób wznowienia współpracy z Gospodarstwem Leśnym Lasy Państwowe w zakresie pozyskiwania żywicy z drzew sosnowych przeznaczonych do wycinki, zaprzestał całkowicie produkcji w zakładzie. Zabudowania, urządzenia i dokumentacja pozostały na niezabezpieczonym terenie zakładowym. Zarząd HCM uchylał się od sprawowania nadzoru, nie płacił także podatku od nieruchomości. Samorządy gminy Kłobuck i powiatu kłobuckiego, bezskutecznie starały się nakłonić zarząd spółki do większej dbałości o teren zakładu i niszczejące zabudowania. W zamian za długi z tytułu nieuiszczonego podatku od nieruchomości gmina Kłobuck, zgodnie z wyrokiem sądu, w lutym 2009 roku przejęła budynek biurowy należący do HCM. Budynek został wyremontowany i znajdują się tam obecnie niektóre z wydziałów Urzędu Miasta i Gminy Kłobuck.

## Produkty
Destylarnia wytwarzała różnorodny asortyment produktów, nastawiając się na produkcję antyimportową. Odbiorcami były zakłady chemiczne, elektroniczne, a także inne. Do wytwarzanych produktów należały m.in.:
- kalafonia balsamiczna – powstawała w 6 gatunkach
- terpentyna balsamiczna – w 3 gatunkach
- terpentyna alfa-pinenowa
- koncentrat pinenowy
- kalafonia optyczna
- kalafonia muzyczna
- pak kalafoniowy
- kalafonia w roztworze terpentyny (roztwór kalafoniowy)

## Nazwa
W związku z wielokrotnymi zmianami w strukturze organizacyjnej i własnościowej, a także zmianami ustrojowymi w Polsce, przedsiębiorstwo nosiło w swojej historii różne nazwy:
- Państwowa Fabryka Terpentyny i Kalafonii w Kłobucku (w latach 1932–1939)
- Państwowa Destylarnia Żywicy (w latach 1945–1950)
- Destylarnia Żywicy Przemysłu Leśnego[4] (w latach 1950–1972)
- Zakład Chemicznego Przerobu Żywicy, Przedsiębiorstwa Przemysłu Drzewnego w Katowicach (w latach 1972–1989)
- Przedsiębiorstwo Przerobu Żywicy w Kłobucku (w latach 1989–1996)

## Kierownictwo
Kierownikami zakładu w czasie jego działalności byli:
- Mieczysław Hodorowski (w latach 1937–1951)
- Franciszek Hoładus (w latach 1951–1952)
- Stanisław Duraj (w latach 1952–1954)
- Henryk Tyszka (w latach 1954–1972)
- Bohdan Tylikowski (w latach 1978–1994)
- Jan Perz (w latach 1994–1996)